# 1 Manhattan West
1 Manhattan West è un grattacielo di New York.

## Storia
La costruzione dell'edificio, come quella dell'intero complesso, è iniziata nel 2014. 
Nel luglio 2018, Wells Fargo erogato un finanziamento di costruzione di 530 milioni di dollari per il progetto. La struttura è stata completata nell'agosto 2018, e inaugurata ufficialmente il 30 ottobre 2019.

## Caratteristiche
Parte del nuovo complesso Manhattan Westn l'edificio, alto 303 metri e con 67 piani, è stato completato nel 2019.
Si prevede che a breve la struttura riceverà la certificazione LEED Gold.
Il sistema strutturale della torre è costituita da una parte centrale cemento armato nucleo ed un acciaio perimetrale di nuova sperimentazione. Parte della torre sovrasta i binari del treno sotterraneo che porta in Penn Station. Al fine di evitare le tracce, le colonne perimetrali sui lati sud, nord ed est non scendono al livello del suolo, ma vengono trasferite al nucleo sopra la hall dell'edificio.

## Inquilini
A settembre 2019, l'edificio è stato affittato per l'86%:
- Piani 6-22, 48: Ernst & Young[9]
- Piani 23-27: National Hockey League[10][11]
- Piani 28-46: Skadden[12]
- Piani 50-51: McKool Smith[13]
- Piano 56: Pharo Management[14]
- Piani 59-67: Accenture[15]